# Studebaker
Studebaker Corporation (Студебейкер Корпорейшн, спрощено: Студебекер) — американський автовиробник, головний офіс і завод якого знаходився в американському місті Саут-Бенд, штат Індіана (США). Заснована в 1852 і стала корпорацією в 1868 під ім'ям Studebaker Brothers Manufacturing Company, компанія спочатку була виробником візків і возів для фермерів, шахтарів і військових. В Україні відома, перш за все, однією своєю моделлю — легендарною військовою вантажівкою Studebaker US6. Припинила випуск автомобілів в 1966 році.